# شوجو إبيساوا
شوجو إبيساوا (باليابانية: 蛯沢 匠吾) (29 يوليو 1985 في سابورو في اليابان – )؛ هو لاعب كرة قدم كان يلعب كحارس مرمى.